# Ярл Гулльден
Ярл Гулльден (фін. Jarl Hulldén, 26 грудня 1885 — 18 жовтня 1913) — фінський яхтсмен.
Бронзовий призер Олімпійських Ігор 1912 року в класі 12 метрів.